# Yan Fu
Yan Fu   (Fuzhou, 8 de gener de 1854 - Fuzhou, 27 d'octubre de 1921) 严复 en xinès simplificat; 嚴復 en xinès tradicional; Yán Fù en pinyin- també conegut com a Ji Dao - 幾道, fou un pensador, filòsof, sociòleg, traductor, poeta i cal·lígraf que va viure durant els darrers anys de la dinastia Qing i els inicis de la República de la Xina. Yan va ser un dels intel·lectuals, igual que Kang Youwei o Liang Qichao, que, davant l'endarreriment i la debilitat de la Xina, va fomentar la modernització del seu país. Les seves opinions són fruit de la influència de les idees occidentals i de la tradició confuciana i els clàssics xinesos. Afirmava que la superioritat de les potències europees es devien més a les seves idees i institucions més que a la tecnologia i l'armament. El 1867 ingressà a l'Escola Naval de Fuzhou i deu anys més tard va anar a Londres a estudiar a The Royal Naval College. De tornada al seu país, es dedicà a la docència en centres de nàutica. El 1895, després de la guerra amb el Japó, publicà una sèrie d'articles analitzant el fracàs de la Xina i fent una crida per iniciar reformes. Va traduir al xinès obres de diferents autors: Thomas Henry Huxley, Adam Smith, Herbert Spencer i John Stuart Mill, donant a conèixer el liberalisme econòmic i el darwinisme social. Va entrevistar-se, el 1904, a Londres, amb Sun Yat-sen (el llibre de Marie-Claire Bergère indica el 1905), per tractar dels canvis que necessitava la Xina. Va exercir la docència en centres universitaris del seu país. En els darrers anys de la seva vida el seu pensament va anar evolucionant cap a una postura més conservadora.

## Biografia
El 8 de gener de 1854, Yan Fu va néixer a l'actual Fuzhou, província de Fujian, en una família respectable d'erudits i nobles en el comerç de la medicina xinesa. En els seus primers anys, el pare de Yan Fu va animar molt a Yan Fu a obtenir un alt nivell d'educació i preparar-se per a l'examen imperial. Tanmateix, la mort del seu pare el 1866 va provocar un canvi brusc en aquests plans. Un any més tard, Yan Fu va ingressar a l'Acadèmia Foochow Arsenal de Fuzhou, una escola occidental on va estudiar una varietat d'assignatures com anglès, aritmètica, geometria, àlgebra, trigonometria, física, química, astrologia i navegació. Aquest va ser un punt d'inflexió en la vida del jove Yan Fu, ja que va poder experimentar el contacte de primera mà amb la ciència occidental, inspirant així l'entusiasme que el va portar durant la resta de la seva carrera.

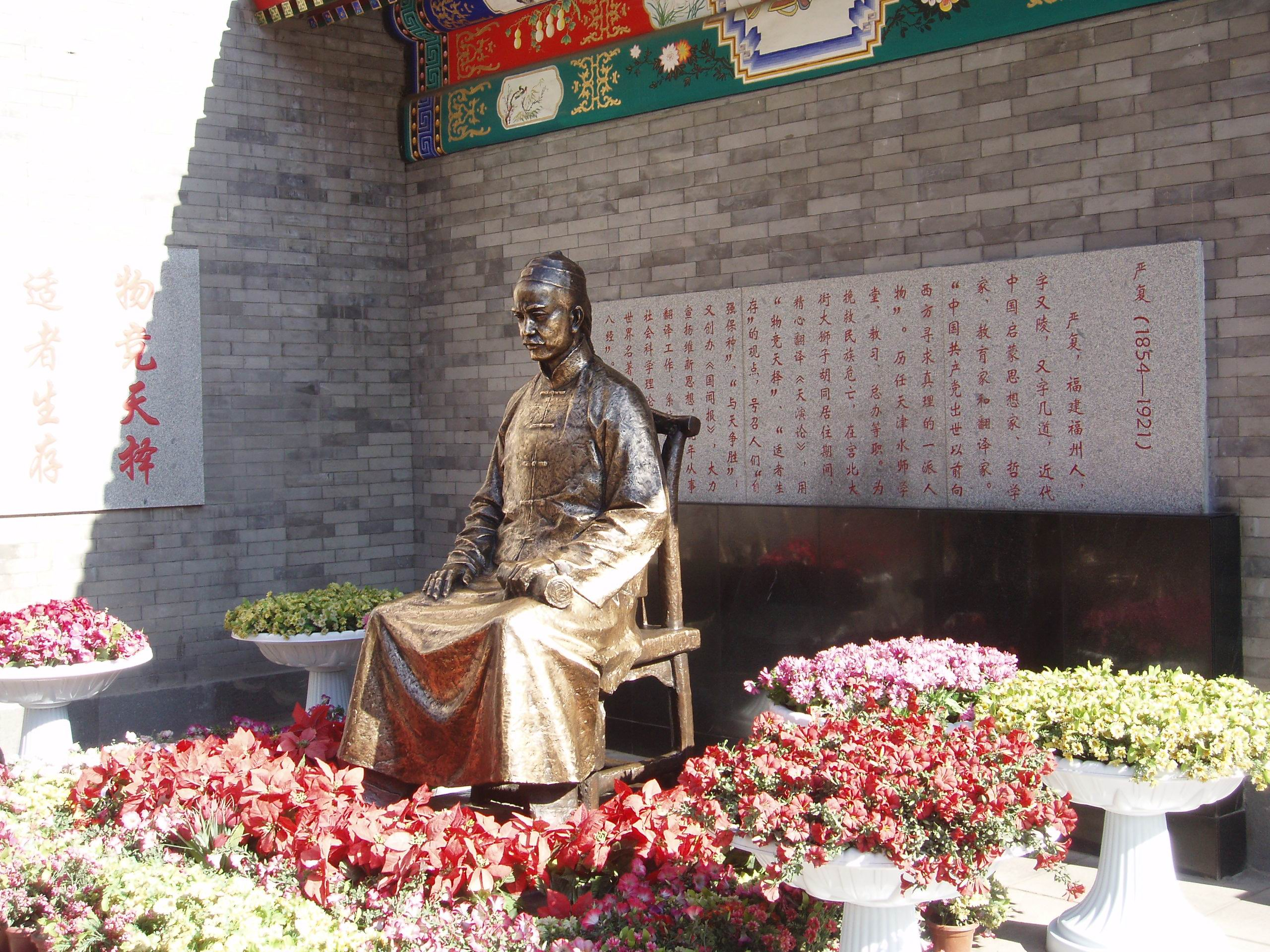
Monument dedicat a Yan Fu

Després de graduar-se amb alts honors el 1871, Yan Fu va passar els següents cinc anys al mar. Primer va servir a bord del vaixell escola Jianwei (建威) i més tard el creuer de batalla Yangwu (揚武). El 1877–79 va estudiar al Royal Naval College de Greenwich, Anglaterra. Durant els seus anys allà, es va familiaritzar amb el primer ambaixador de la Xina Guo Songtao, i malgrat la seva diferència d'edat i la seva diferència d'estatus va desenvolupar una forta amistat. Benjamin Schwartz esmenta a la seva biografia que sovint passaven dies i nits sencers discutint diferències i similituds en el pensament i les institucions polítiques xineses i occidentals.
El seu retorn a la Xina, però, no li va portar l'èxit immediat que esperava. Tot i que no va poder aprovar l'examen de servei civil imperial, va poder obtenir una plaça de professor a l'Acadèmia de l'Arsenal Foochow i després a l'escola d'oficials navals de Beiyang (北洋水師學堂) a Tianjin. Durant aquest temps, Yan Fu va sucumbir a l'addicció a l'opi que havia sorgit a la Xina.
No va ser fins després de la derrota xinesa a la Primera Guerra Xino-japonesa (1894–95, pel control de Corea) que Yan Fu es va fer famós. Se'l reconeix per les seves traduccions, com ara Evolution and Ethics de Thomas Huxley, The Wealth of Nations d'Adam Smith, On Liberty de John Stuart Mill i Study of Sociology de Herbert Spencer. Yan va criticar les idees de Darwin i d'altres, oferint les seves pròpies interpretacions. Les idees de selecció natural i supervivència del més apte es van introduir als lectors xinesos a través de l'obra de Huxley. La idea anterior va ser traduïda al xinès per Yan Fu com a tiānzé (天擇).
Yan Fu va ser editor del diari Guowen Bao. Va ser políticament actiu i el 1895 va participar en el moviment Gongche Shangshu, que es va oposar al Tractat de Shimonoseki que posava fi a la Primera Guerra Sino-japonesa. El 1909, se li va donar un títol honorífic de Jinshi. El 1912 va ser el primer director de la Universitat Nacional de Pequín (actualment Universitat de Pequín). Avui la universitat celebra una conferència acadèmica anual en el seu honor.
Es va convertir en un reialista i conservador que va donar suport a Yuan Shikai i Zhang Xun per proclamar emperador o restauració en la seva vida posterior. També va participar en la fundació de Chouanhui (籌安會), una organització que va donar suport a la restauració de la monarquia. Es va riure dels Nous revolucionaris de la literatura com Hu Shi.
El 27 d'octubre de 1921, després de tornar a casa seva a Fuzhou només un any abans per recuperar-se de l'asma recurrent, Yan Fu va morir als 67 anys.

## Teoria de la traducció
Yan va afirmar al prefaci de la seva traducció d'Evolució i ètica (天演論) que "hi ha tres dificultats en la traducció: fidelitat, expressivitat i elegància" (譯事三難：信達雅). No els va establir com a estàndards generals per a la traducció i no va dir que fossin independents els uns dels altres. No obstant això, des de la publicació d'aquell treball, la frase fidelitat, expressivitat i elegància s'ha atribuït a Yan Fu com a estàndard per a qualsevol bona traducció i s'ha convertit en un tòpic en els cercles acadèmics xinesos, donant lloc a nombrosos debats i tesis. Alguns erudits argumenten que aquest dictamen en realitat deriva del teòric escocès de la traducció, Alexander Fraser Tytler.
Yan Fu va fer tot el possible per complir amb els estàndards de fidelitat, expressivitat i elegància, hi va haver qui va criticar les seves obres per no ser accessibles a les generacions més joves. En particular, un famós liberal del Moviment del Quatre de Maig, Cai Yuanpei, va afirmar en un article escrit l'any 1924: «...[les traduccions de Yan Fu]... semblen antiquades i el seu estil literari és difícil d'entendre, però l'estàndard amb què va seleccionar els llibres i la manera com els va traduir és molt admirable encara avui». Altres crítiques a la seva obra van sorgir a mesura que els estudiosos xinesos van prendre més consciència de l'aprenentatge occidental.

### Estat i llei. Comparació dels sistemes legals de la Xina i els països occidentals
La qüestió de l'origen de l'estat Yan Fu es va resoldre a favor de la teoria del Contracte social: la gent de l'antiguitat no era capaç de crear riquesess materials i castigar els criminals alhora, de manera que les responsabilitats estaven dividides. Segons B. Schwartz, «el paper dels governants es va reduir dràsticament: de l'estatus de creadors culturals al paper dels agents de policia».
Per descriure tots els processos que ocorren al món i que cobreixen tots els fenòmens observables, Yan Fu va utilitzar el terme yunhui (xinès: 運會), que diferents investigadors van traduir de diferents maneres, inclòs com mou el destí /procés d'evolució, [un patró inherent al procés històric], etc. El terme va sorgir en traduir la tesi de Huxley sobre la diferència entre els conceptes de moviment i happening: o bé moviment circular i l'etern retorn del mateix. cosa, o - moviment cap endavant i dissimilaritat, varietat d'esdeveniments-situacions que troba l'observador. Yan Fu va establir la distinció entre aquests conceptes com a base per a la divergència fonamental entre la Xina i Occident:
| « | Intentem recórrer als principis de les activitats de la gent a la Xina i a Occident: entre els més diferents i completament incompatibles, no hi ha res més que els habitants de l'Estat Mitjà estimen l'antiguitat i menyspreen la modernitat, i la gent d'Occident aplica els seus esforços al present, per superar el passat; La gent de l'Estat Mitjà considera l'alternança de l'ordre i el desordre, la prosperitat i la decadència com el curs natural de les accions naturals i de l'activitat humana, i la gent d'Occident considera que els següents són els principis més alts de la ciència i l'activitat transformadora de les persones: constant avançament - il·limitat; allò que ja ha arribat al seu punt àlgid no pot tornar a decaure; el que ja s'ha ordenat no pot tornar a caure en el desordre. | » |

Segons A. A. Krushinsky, el concepte de yunhui és una designació del temps, que es pensava no com un contenidor d'esdeveniments, sinó com una concatenació d'esdeveniments. Així, Yan Fu va reduir la diferència fonamental en els enfocaments de la realitat entre els xinesos i els europeus a un dilema en les seves opinions sobre el curs del procés mundial, i el sistema de valors també en va derivar. Yunhui no depèn de la voluntat de les persones, el procés mundial és irreversible, forçat. El curs dels esdeveniments mundials es regeix per un patró, separat del procés i donant-li rigidesa; aquesta és la llei de l'evolució, la mateixa per a Occident i Orient.

### Metodologia sociològica
La nova metodologia científica va ser adoptada per Yan Fu en forma dels ensenyaments de G. Spencer. D'ell va manllevar tant la mateixa metodologia sociològica positivista com les idees bàsiques sobre la societat i l'evolució social. La característica principal d'una persona és la capacitat de viure en societat. Per això, la humanitat és capaç de desenvolupament, a conseqüència del qual neix tota la diversitat de relacions entre les persones. L'estat i el dret també sorgeixen a conseqüència del desenvolupament social, per la qual cosa s'han d'estudiar principalment utilitzant els mètodes de la sociologia.
Yan Fu va veure el principal avantatge de la sociologia en la fiabilitat dels seus mètodes i la naturalesa sintètica en relació amb ciències específiques. El problema de desenvolupar una política pública adequada és molt important, però abans de començar a plantejar-nos qüestions polítiques, cal tenir tot el coneixement obtingut amb l'ajuda d'altres ciències. « Si primer de tot no estudies la naturalesa de les coses, llavors serà impossible desfer-se de visions subjectives unilaterals que perjudicaran la política i, inevitablement, causaran danys a l'estat i a la seva unitat: la família». Cal estudiar la lògica, les matemàtiques, la mecànica, la química, l'astronomia, la geografia, la biologia, la psicologia, i només després passar a la sociologia, que resumeix les dades d'aquestes ciències i pot aportar receptes científicament verificades per a l'administració pública. « Per això la sociologia és la més important de les ciències. Només dominant-lo es poden entendre les raons de la calma i el desordre, el floriment i la decadència de l'estat, i es poden aconseguir bons resultats en la superació personal, en l'enfortiment de la família i de l'estat, en la pacificació de l'Imperi Celestial».
Qualsevol teoria política és fiable només en la mesura que es basa en les dades de les ciències rigoroses, generalitzades per la sociologia. Yan Fu va formular aquesta idea especialment clarament a les seves "Conferències sobre política" (1906). En exposar el contingut principal dels ensenyaments polítics europeus, va assenyalar el seu estricte caràcter científic. Pel que fa als conceptes polítics que existeixen a la Xina, aquests, segons Yan Fu, « es poden anomenar art (shu), però no són dignes del títol de ciència». La naturalesa científica de les teories polítiques occidentals s'explica pel fet que són branques de la sociologia, que «aborda científicament l'estudi d'uns quants canvis que es produeixen en les comunitats humanes per tal de predir el futur a partir del coneixement del passat».

## Obres traduïdes

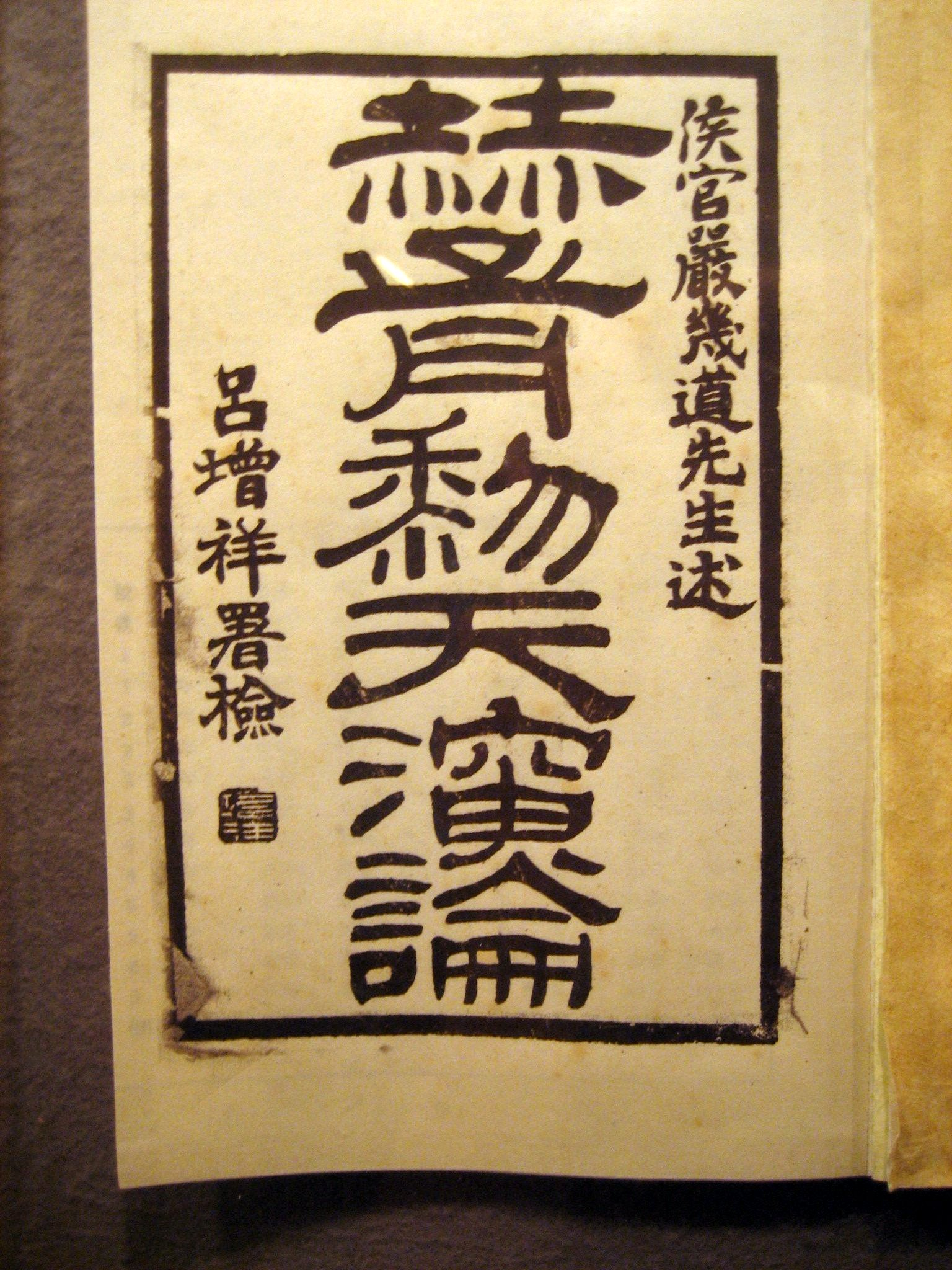
Traducció de Yan Fu d' Evolució i ètica

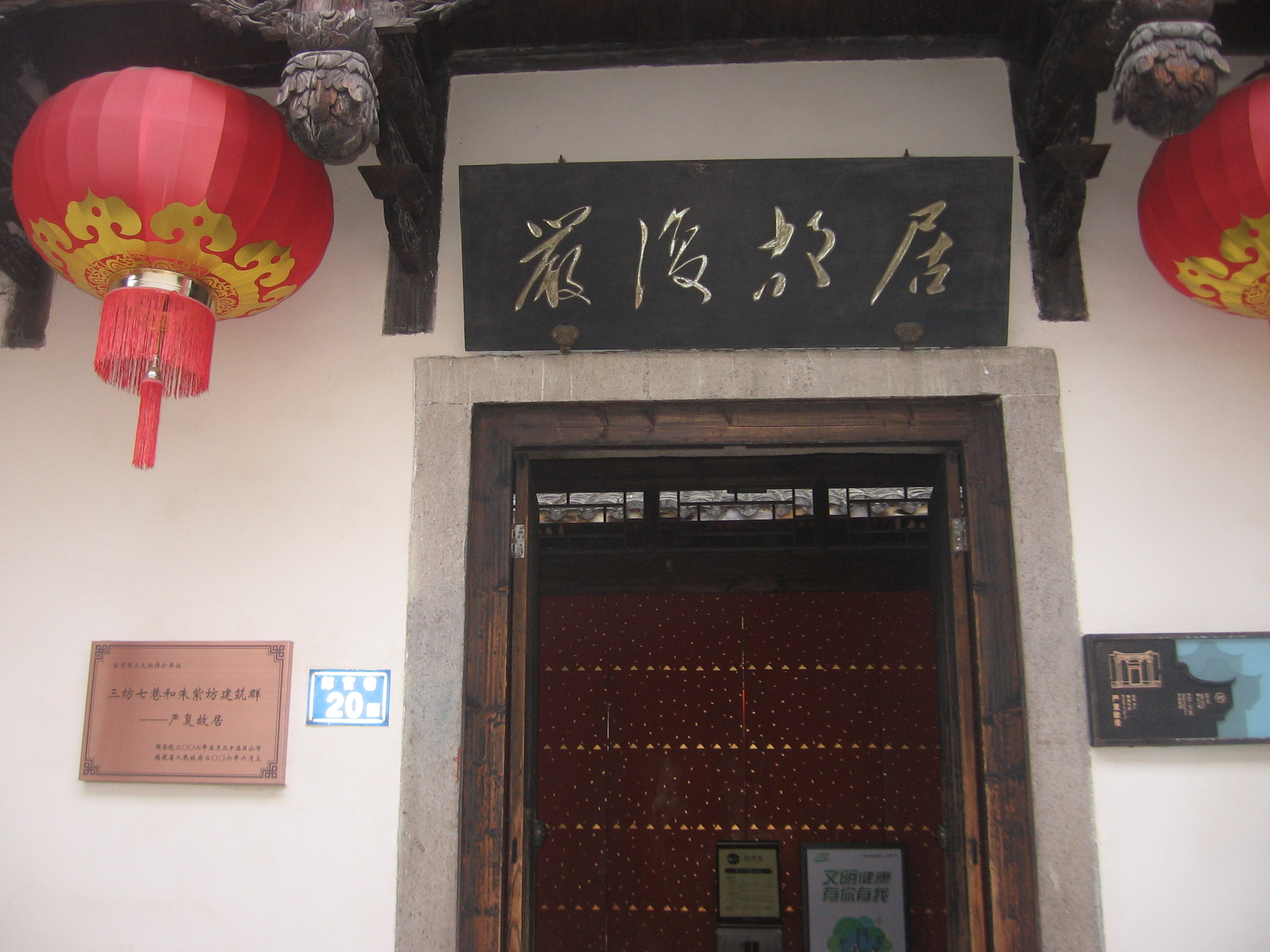
Antiga residència de Yan Fu a Fuzhou.

Yan Fu va ser un dels estudiosos més influents de la seva generació mentre treballava per introduir les idees socials, econòmiques i polítiques occidentals a la Xina. Els esforços de traducció anteriors s'havien centrat principalment en la religió i la tecnologia. Yan Fu també va ser un dels primers estudiosos a tenir experiències personals en la cultura occidental, mentre que molts estudiosos anteriors eren estudiants del Japó que després van traduir obres occidentals del japonès al xinès. Yan Fu també va tenir un paper important en l'estandardització de la terminologia científica a la Xina durant el seu temps com a cap de l'Oficina Estatal de Terminologia.
El 1895 va publicar Zhibao直報, un diari xinès fundat a Tianjin per l'alemany Constantin von Hannecken (1854-1925), que conté diversos dels seus assaigs més famosos:
- Lun shi bian zhi ji論世變之亟 (Sobre la velocitat del canvi mundial)
- Yuan qiang原強 (Sobre l'origen de la força)
- Pi Han辟韓 (En refutació de Han Yu)
- Jiuwang jue lun救亡決論 (Sobre la nostra salvació)

Més tard, de 1898 a 1909, Yan Fu va passar a traduir les següents obres principals del pensament liberal occidental:
- Evolució i ètica de Thomas Henry Huxley com a Tianyan lun天演論 (Sobre l'evolució) 1896-1898
- La riquesa de les nacions d'Adam Smith com a Yuan fu原富 (Sobre la riquesa) 1901
- L'estudi de la sociologia d'Herbert Spencer com Qunxue yiyan群學肄言 (Un estudi de sociologia) 1903
- On Liberty de John Stuart Mill com Qunji quanjie lun群己權界論 (Al límit entre el jo i el grup) 1903
- Un sistema de lògica de John Stuart Mill com a Mule mingxue穆勒名學 (La lògica de Mill) 1903
- Una història de la política d'Edward Jenks com a Shehui tongquan社會通詮 (Un compte complet de la societat) 1903
- L'esperit de la llei de Montesquieu com Fayi法意 (El sentit de les lleis) 1904-1909
- Primer of Logic de William Stanley Jevons com Mingxue qianshuo名學淺說 (Un esquema de lògica) 1909